# بيتيتكودياك (نيو برونزويك)
بيتيتكودياك (بالإنجليزية: Petitcodiac, New Brunswick)‏ هي قرية تقع في كندا في Westmorland County. يقدر عدد سكانها بـ 1,429 نسمة .

## أعلام
- أوليفر جونز